# Новгородская железная дорога
Новгородская железная дорога — частная железнодорожная компания в Российской империи. 

## История
Узкоколейная железная дорога была сооружена обществом «Новгородская железная дорога» на основании концессии от 24 апреля 1870 года от станции Чудово Николаевской железной дороге до Новгорода. Срок на проектирование и строительство дороги был установлен в полтора года со дня учреждения концессии. В концессии предусматривался порядок строительства второго пути и снижения цены на перевозку грузов. Также было определено право государства выкупа дороги через 20 лет.
Участок Чудово — Новгород длиной в 68,2 версты был сдан в эксплуатацию уже 18 мая 1871 года. В Новгороде была построена крупная железнодорожная станция. 
Затем концессия была заменена Уставом Общества Новгородской узкоколейной дороги, утверждённым 23 апреля 1876 года, на основании которого было разрешено продлить дорогу до Старой Руссы длиной 90,3 версты в течение двух лет с даты утверждения Устава. Старорусский участок, от Новгорода до Старой Руссы, с ветвью к пристани на реке Шелони, был открыт 12 июня 1878 года.
На дороге было задействовано 20 паровозов, 45 пассажирских и 10 багажных вагонов, а также 431 грузовой вагон. На пути было несколько мостов, из которых только три были металлические, а самый большой из них — через реку Шелонь — был разводным (в виде поворотного круга).
Дорога оказалась убыточной и в связи с тяжёлым экономическим положением в 1893 году была выкуплена правительством, а в 1895 году была переуступлена «Обществу Рыбинско — Бологовской железной дороги», которое в связи с этим было преобразовано в «Общество Рыбинской железной дороги» — впоследствии Московско-Виндаво-Рыбинская железная дорога. До Первой мировой войны дорога оставалась узкоколейной. Только 22 сентября 1915 года было принято решение о перестройке на широкую колею участке Чудово – Шимск, а также о строительстве новой ветки на участке Шимск — Сольцы, с целью соединения новгородской железной  дороги с линией Санкт-Петербург—Дно—Витебск. А 13 октября того же года на Совете Министров было утверждено ещё одно предложение Главнокомандующего Северного фронта: о необходимости строительства железнодорожной линии Луга—Новгород и перестройке на широкую колею участка Шимск—Старая Русса.
Во время Великой Отечественной войны дорога сильно пострадала и участок от Новгорода до Старой Руссы уже не стали восстанавливать.